# Фастівська волость

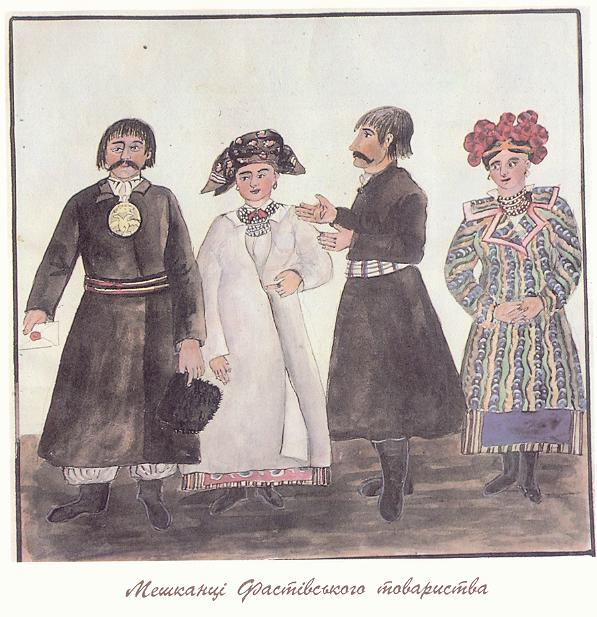
Мешканці Фастівського товариства
Мал. П'єра Де ля Фліза (1848)

Фастівська волость — адміністративно-територіальна одиниця Васильківського повіту Київської губернії з центром у містечку Фастів.
Станом на 1900 рік складалася з 17 поселень - 1 містечка, 9 сіл, 3 хуторів, 1 єврейської колонії, 2 ферм та 1 казенного лісництва. Населення — 20769 осіб (10406 чоловічої статі та 10363 — жіночої).
|                     | Площа, десятин | У тому числі орної, десятин |
| ------------------- | -------------- | --------------------------- |
| Сільських громад    | 14386          |                             |
| Приватної власності | 15294          |                             |
| Іншої власності     | 556            |                             |
| Загалом             | 30239          | 12924                       |

Поселення волості:
- містечко Фастів — казенне містечко при річі Унава, за 35 верст від повітового міста. 9337 осіб, 1117 дворів, залізнична, телеграфна, поштова та поштово-земська станції. 2 православні церкви, римо-католицький костел, 6 єврейських синагог,  2 1-класні народні міністерські школи, 1 2-класна народна міністерська школа, 1 школа грамоти, 1 мідно-котельний та механічний завод, 1 мідно-котельний завод, 1 костопальня, 5 цегелень, 2 шкіряних заводів, 1 миловарня, 1 медоварня, 1 вальцьовий водяний млин, 1 водяний млин, 1 кондитерська фабрика, завод виробництва колісної мазі, заклад зельтерської води, борошномельний млин, 5 крупорушок, 1 просорушка, 8 кузень, 2 слюсарних заклади. На залізничній станції залізничні майстерні при депо та шпалопросочувальний завод.
- Велика Снітинка — казенне село, за 30 верст від повітового міста, 3305 осіб, 658 дворів, православна церква, каплиця, 1-класна міністерська школа, 3 водяних млини, 8 вітряків, 3 кузні, 1 маслобійня.
- Снігурівка — казенне село, за 33 версти від повітового міста, 796 осіб, 170 дворів, православна церква, церковно-парафіяльна школа, водяний вальцьовий млин.
- Фастівець — казенне село, за 25 верст від повітового міста, 1666 осіб, 310 дворів, каплиця, школа грамоти, 8 вітряків, 1 кузня.
- Червона — казенне село, за 42 версти від повітового міста, 1105 осіб, 228 дворів, школа грамоти.